# Rue Donceel
La rue Donceel est une rue ancienne  du centre de Liège (Belgique) située devant la collégiale Saint-Denis.

## Odonymie
La rue rend hommage à la famille Donckier de Donceel dont plusieurs membres s'illustrèrent à travers les siècles, et plus particulièrement Lambert Joseph Donceel, commandant des milices liégeoises à la Révolution française.

## Historique

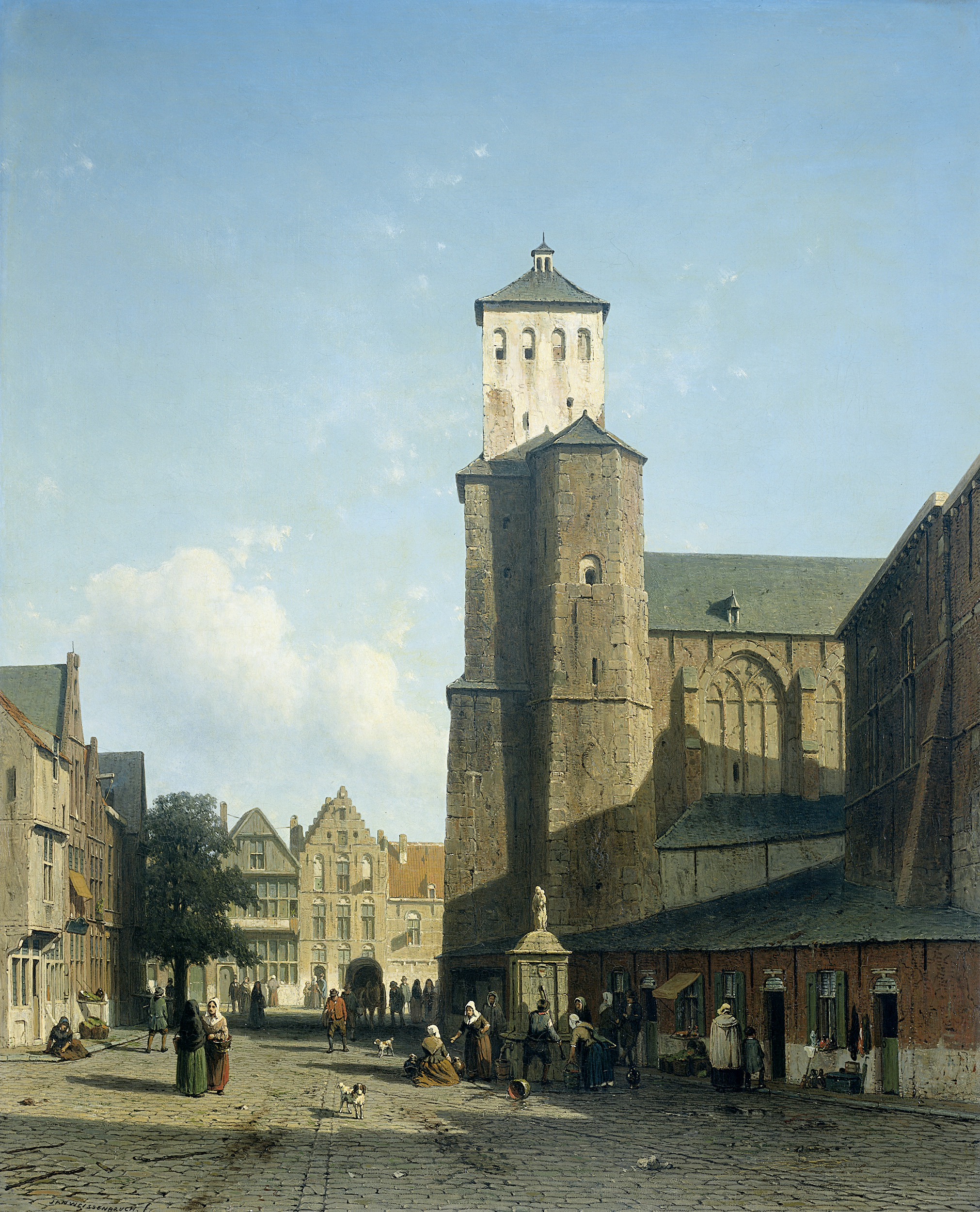
La rue Donceel et la collégiale Saint-Denis par Jan Weissenbruch.

Cette très ancienne voie a vraisemblablement été créée à la même époque que la collégiale Saint-Denis dont l'origine remonte à l'an 987, sous le règne de Notger, le premier prince-évêque de Liège. Cette artère étroite est appelée rue Devant-Saint-Denis jusqu'en 1863. 

## Description
Tout le côté nord de cette courte rue pavée du centre de Liège est occupé par la partie avant de la collégiale Saint-Denis (tours et haut mur). La rue applique un sens unique de circulation automobile de la rue de la Cathédrale vers la rue et la place Saint-Denis (accès à un parking).

## Patrimoine
Parmi les huit immeubles que compte la rue, la maison À l'Anneau d'or située au no 10 date de 1754. Elle possède une enseigne en pierre sculptée. La façade de trois travées et quatre niveaux (trois étages) est érigée en brique peinte et pierre calcaire. Elle a été restaurée en 2003 et est reprise sur la liste du patrimoine immobilier classé de Liège  depuis 1984.
L'immeuble voisin (no 12) construit au début du XVIIIe siècle est repris à l'inventaire du patrimoine culturel immobilier de la Wallonie.

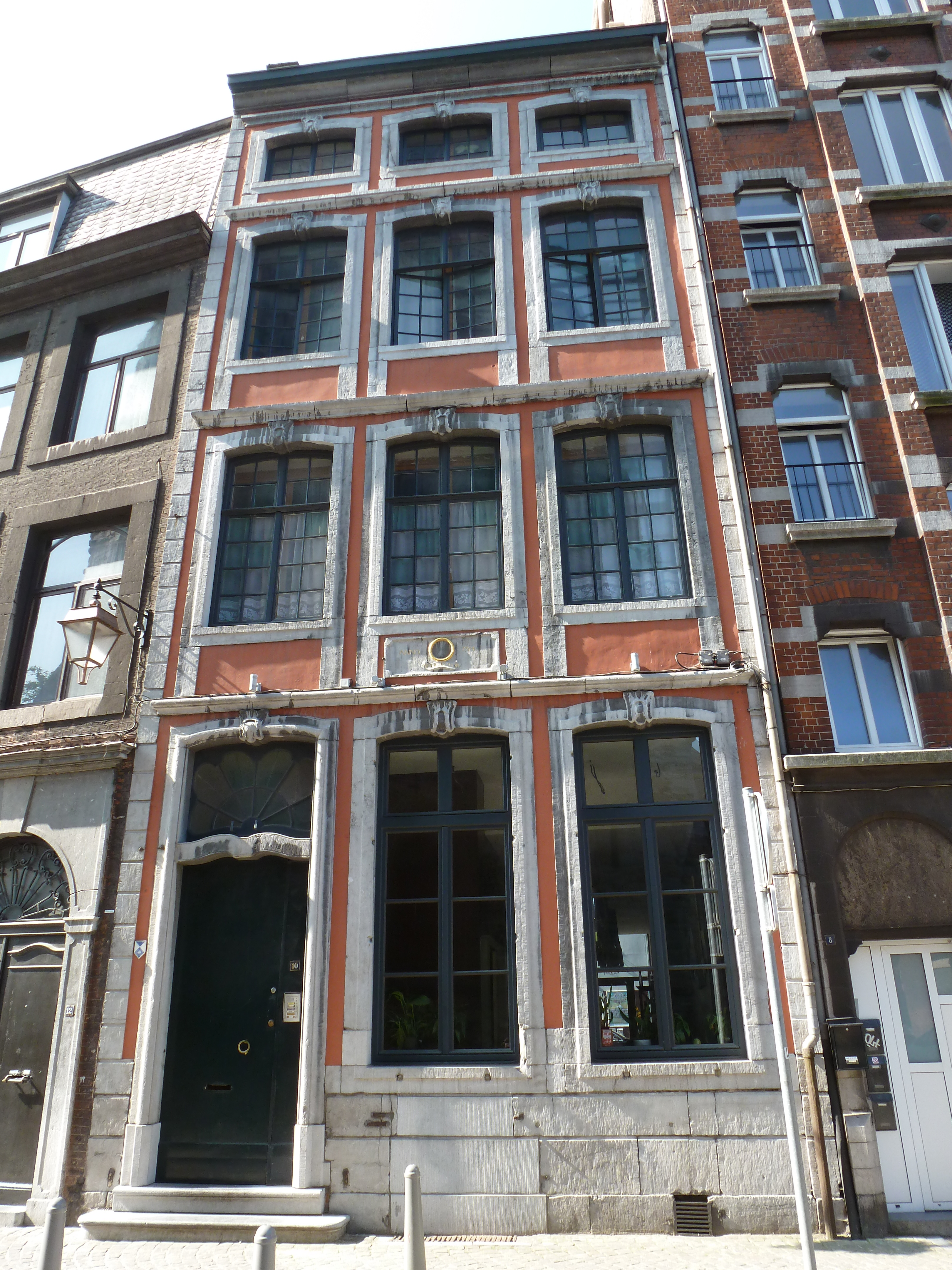
Maison À l'Anneau d'or

## Voies adjacentes
- Rue de la Wache
- Rue Pont-Thomas
- Rue Saint-Denis
- Rue de la Cathédrale

### Source et bibliographie
- Yannik Delairesse et Michel Elsdorf, Le nouveau livre des rues de Liège, Liège, Noir Dessin Production, 2008, 512 p. (ISBN 978-2-87351-143-2 et 2-87351-143-5, présentation en ligne), page 242